# أوم
الأوم هي وحدة لقياس المقاومة الكهربائية يرمز لها بالحرف الإغريقي Ω، وسميت بهذا الاسم نسبة إلى الفيزيائي الألماني جورج أوم وهو أول من اكتشف العلاقة بين شدّة التيار وفرق الجهد الكهربائيين.
وبحسب التعريف فإن لقطعة ما مقاومة مقدارها 1 أوم إذا كان فرق جهد مقداره 1 فولت قادر على تمرير تيار كهربائي شدّته 1 أمبير، أي أن:
الأوم = فرق الجهد ÷ شدة التيار.
إن أسهل طريقة لتذكر العلاقة بين الجهد والتيار والمقاومة هي استخدام دائرة قانون أوم المبينة في الصورة المقابلة. لإستخدام دائرة قانون أوم، غط إصبعك قيمة الوحدة المجهولة، فتظهر العلاقة المطلوبة لحساب القيمة المجهولة كما هو موضح في الصورة المقابلة.
ويمكن تعريف الأوم باستخدام الوحدات الأساسية في النظام الدولي للوحدات بالشكل التالي:
أوم = كغم×م2×ث−3×أ−2
حيث أن الـ أ ترمز إلى الأمبير وهي وحدة التيار الكهربائي، وهي الوحدة الرئيسية الوحيدة من وحدات الكهرومغناطيسية بحسب النظام الدولي. ويعرّف معكوس الأوم بالسيمنز وهي وحدة قياس التوصيل الكهربائي.
وعندما تكون المقاومة كمّية مركّبة، وتعرف في هذه الحالة باسم impedance، فإن كلا الطرفين (العدد الحقيقي والعدد التخيلي) يأخذ وحدة الأوم بالرغم من أنهما يعبّران عن كميتين فيزيائيّتين مختلفتين.
ويمكن الحصول على وحدة المقاومة باستخدام مسار معين للتيار، حيث تنتج مقاومة قدرها أوم واحد إذا سرى تيار كهربائي خلال عمود من الزئبق بمساحة مقطعية تساوي 1 ملم2 وطوله 1,063 متر.